# Microsoft Office 2013
Microsoft Office 2013, codenaam Office 15, is een versie van Microsoft Office. Office 2013 is de opvolger van Microsoft Office 2010 en de voorganger van Microsoft Office 2016. Microsoft Office 2013 werkt op Windows Vista SP2,  Windows 7, Windows 8 en Windows RT. Office is beschikbaar in een 32 bits- en 64 bits-versie.

## Nieuw in Office 2013

### Office 2013-interface
Office 2013 bevat een vernieuwde interface, de interface is gebaseerd op Modern UI, de gebruikersinterface geïntroduceerd met de Windows Phone en Windows 8. Het houdt echter ook vast aan de Ribbon-interface geïntroduceerd in Office 2007.

### Uitbreidingen
Microsoft Outlook bevat de meest uitgesproken veranderingen tot nu toe, bijvoorbeeld de Modern UI-interface, die een nieuwe visualisatie voor geplande taken biedt. PowerPoint bevat meer sjablonen en overgangseffecten, en in OneNote is een nieuw splash-scherm opgenomen. Op 16 mei 2011, werden nieuwe beelden van Office 15 onthuld, het toont Excel met een tool voor het filteren van gegevens in een tijdlijn, het vermogen om Romeinse cijfers om te zetten naar Arabische cijfers, en de integratie van geavanceerde trigonometrische functies. In Word werden de mogelijkheden van het plaatsen van video en audio (ook online) als het versturen van documenten op het web geïmplementeerd. Microsoft heeft ondersteuning voor Office Open XML beloofd vanaf versie 15.

### Pdf
In Office 2013 zal het ook mogelijk zijn om pdf-bestanden te openen en te bewerken.

## Builds

### Milestones
Een Milestone 2 build van Office 15 (codenaam), meer bepaald build 2703.1000, lekte in mei 2011.

### Technical preview
Op 30 januari 2012 heeft Microsoft een 'technical preview' (build 3612.1010) van Office 15 vrijgegeven.

### Microsoft Office 2013 Preview
De publieke testversie (bèta) was aangekondigd voor de zomer van 2012. Hiermee wil Microsoft Office 2013 vermoedelijk gelijktijdig af hebben als Windows 8 dat in oktober te koop zal zijn. Deze versie zou officieel Microsoft Office 2013 Consumer Preview heten. Toch gaat de Preview de wereld in met de naam Microsoft Office 2013 Preview. Deze is te downloaden sinds 16 juli 2012 op de Microsoft Officesite.